# Sonnenberg (Brandenburg)
Sonnenberg ist eine Gemeinde im Norden des Landkreises Oberhavel in Brandenburg und gehört zum Amt Gransee und Gemeinden.

## Geographie
Im südlichen Teil der Gemeinde liegen der Salchowsee, der Kirchsee, der Kleine und der Große Dölschsee sowie der Huwenowsee, die über Gräben miteinander verbunden sind. Der Ortsteil Schulzendorf liegt im Naturpark Stechlin-Ruppiner Land.

## Gemeindegliederung
Die Gemeinde hat fünf Ortsteile:
- Baumgarten
- Rauschendorf
- Rönnebeck
- Schulzendorf
- Sonnenberg

## Geschichte
Der namengebende Ortsteil Sonnenberg entstand in der ersten Hälfte des 13. Jahrhunderts im Zuge der hochmittelalterlichen Ostexpansion und -kolonisation als typisches Bauerndorf deutscher Siedler. Dies belegt die noch bis heute sichtbare Siedlungsstruktur eines Straßendorfes und die Hufeneinteilung der Ländereien. Es wurde als Sunnenberg 1318 zum ersten Mal urkundlich erwähnt. 1524 lag Sonnenberg wie fast alle Dörfer des damaligen Landes Ruppin wüst. Die Feldmark gehörte zu dieser Zeit anteilig dem Kloster Lindow sowie verschiedenen Adelsgeschlechtern. Nach der Reformation gelangten die verödete Dorfstätte und die dazugehörige Gemarkung in den Besitz des alten märkischen Adelsgeschlechtes von Bredow zu Rheinsberg. Das Dorf wurde unter deren Ägide wieder aufgebaut und besiedelt. 1581 wird der Ort Sonnenberg als „neulich wieder aufgebaut“ erwähnt. In dieser Zeit entstand an Stelle der zerstörten mittelalterlichen Feldsteinkirche ein neues Gotteshaus, dessen Turmhelm in den folgenden Jahrhunderten einige Male Veränderungen erfuhr und dessen Mauerwerk nachträglich verputzt wurde. 1687 befand sich der Ort in den Händen der Herren von Zernikow. Im 18. Jahrhundert fiel Sonnenberg als Kammergut (Staatsdomäne) an das preußische Königshaus und wurde 1857 noch als solches geführt.
Bei Schulzendorf fand 1316 im Norddeutschen Markgrafenkrieg die Schlacht bei Gransee statt.
Sonnenberg gehörte seit dem 14. Jahrhundert zur Herrschaft Ruppin, seit 1524 zum Kreis Ruppin in der Mark Brandenburg und ab 1952 zum Kreis Gransee im DDR-Bezirk Potsdam. Seit 1993 liegt Sonnenberg im brandenburgischen Kreis Oberhavel.
Die Gemeinde Sonnenberg wurde am 27. September 1998 durch den Zusammenschluss der vormaligen Gemeinden Sonnenberg und Baumgarten neu gebildet. Am 26. Oktober 2003 wurden die bis dahin eigenständigen Gemeinden Rönnebeck und Schulzendorf als Ortsteile in die Gemeinde Sonnenberg eingemeindet.

## Bevölkerungsentwicklung
| Jahr | Einwohner |
| ---- | --------- |
| 1875 | 479       |
| 1890 | 551       |
| 1910 | 466       |
| 1925 | 504       |
| 1933 | 461       |
| 1939 | 433       |

| Jahr | Einwohner |
| ---- | --------- |
| 1946 | 868       |
| 1950 | 777       |
| 1964 | 531       |
| 1971 | 510       |
| 1981 | 453       |
| 1985 | 436       |

| Jahr | Einwohner |
| ---- | --------- |
| 1990 | 395       |
| 1995 | 375       |
| 2000 | 476       |
| 2005 | 921       |
| 2010 | 888       |
| 2015 | 823       |

| Jahr | Einwohner |
| ---- | --------- |
| 2020 | 845       |
| 2021 | 839       |
| 2022 | 848       |
| 2023 | 828       |
| 2024 | 813       |

Gebietsstand des jeweiligen Jahres, Einwohnerzahl: Stand 31. Dezember (ab 1991). Ab 2011 auf Basis des Zensus 2011. Ab 2022 auf Basis des Zensus 2022
Durch die Eingemeindung der beiden bis dahin selbstständigen Gemeinden Rönnebeck und Schulzendorf verdoppelte sich im Jahre 2003 die Einwohnerzahl der Gemeinde.

## Religion
2011 waren 37 % der Einwohner evangelisch und 2 % katholisch.
Die evangelische Kirchengemeinde Baumgarten gehört zum Pfarrsprengel Gutengermendorf; die Kirchengemeinden Rönnebeck, Sonnenberg (mit Rauschendorf) und Schulzendorf zum Pfarrsprengel Gransee. Beide Sprengel liegen im Kirchenkreis Oberes Havelland der Evangelischen Kirche Berlin-Brandenburg-schlesische Oberlausitz.
Die wenigen Katholiken gehören zur Pfarrei St. Hedwig in Fürstenberg/Havel (Dekanat Oranienburg des Erzbistums Berlin). Die nächste Filialkirche ist Mariä Himmelfahrt (Gransee).

## Politik

### Gemeindevertretung
Die Gemeindevertretung von Sonnenberg besteht aus zehn Gemeindevertretern und dem ehrenamtlichen Bürgermeister. Die Kommunalwahl am 26. Mai 2019 führte zu folgendem Ergebnis:
| Partei / Wählergruppe                 | Stimmenanteil | Sitze |
| ------------------------------------- | ------------- | ----- |
| Wählergemeinschaft Sonnenberg         | 40,4 %        | 4     |
| Wählergemeinschaft Rönnebeck          | 19,9 %        | 2     |
| Freie Wählergemeinschaft Schulzendorf | 15,6 %        | 2     |
| Wählergemeinschaft Baumgarten         | 14,9 %        | 2     |
| SPD                                   | 04,7 %        | –     |
| Einzelbewerber Sylvio Franke          | 04,6 %        | –     |

### Bürgermeister
- seit 1998: Ralf Wöller (CDU)[13]

Wöller wurde in der Bürgermeisterwahl am 26. Mai 2019 ohne Gegenkandidat mit 86,0 % der gültigen Stimmen für eine weitere Amtszeit von fünf Jahren in seinem Amt bestätigt.
Wöller wurde in der Bürgermeisterwahl am 9. Juni 2024 ohne Gegenkandidat mit 86,9 % der gültigen Stimmen für eine weitere Amtszeit von fünf Jahren in seinem Amt bestätigt.

## Sehenswürdigkeiten

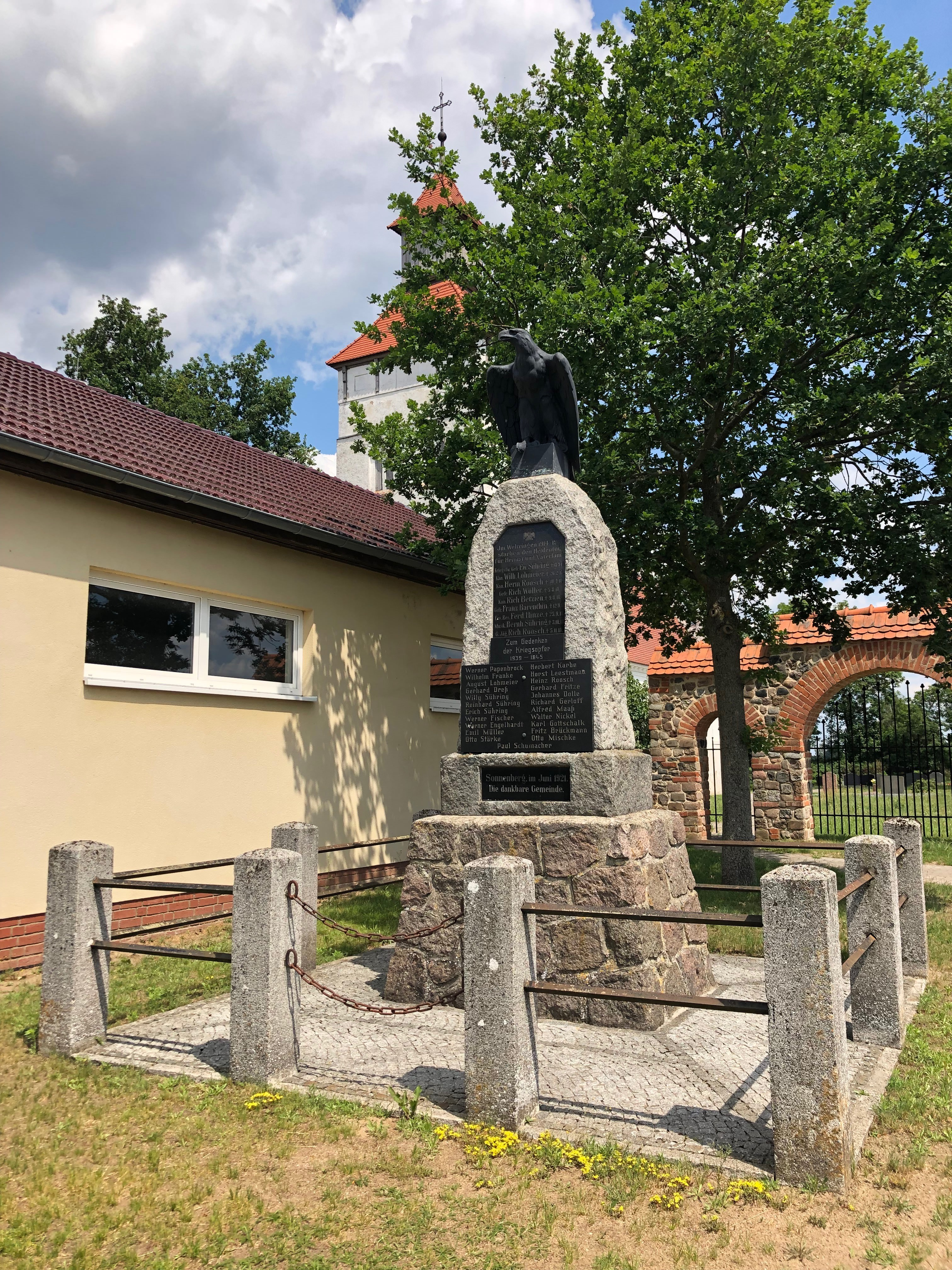
Kriegerdenkmal in Sonnenberg

In der Liste der Baudenkmale in Sonnenberg stehen die in die Denkmalliste des Landes Brandenburg eingetragenen Baudenkmale der Gemeinde.
Der ehemalige preußische Landsitz Schloss Rauschendorf im Ortsteil Rauschendorf wurde 1723 von Hermann Graf von Wartensleben erbaut, im 19. Jahrhundert im Stil der Neorenaissance überformt und 1921 durch einen Brand zerstört. 1923 erfolgte der Wiederaufbau als zweigeschossiges Barockschloss durch Ernst Paulus.

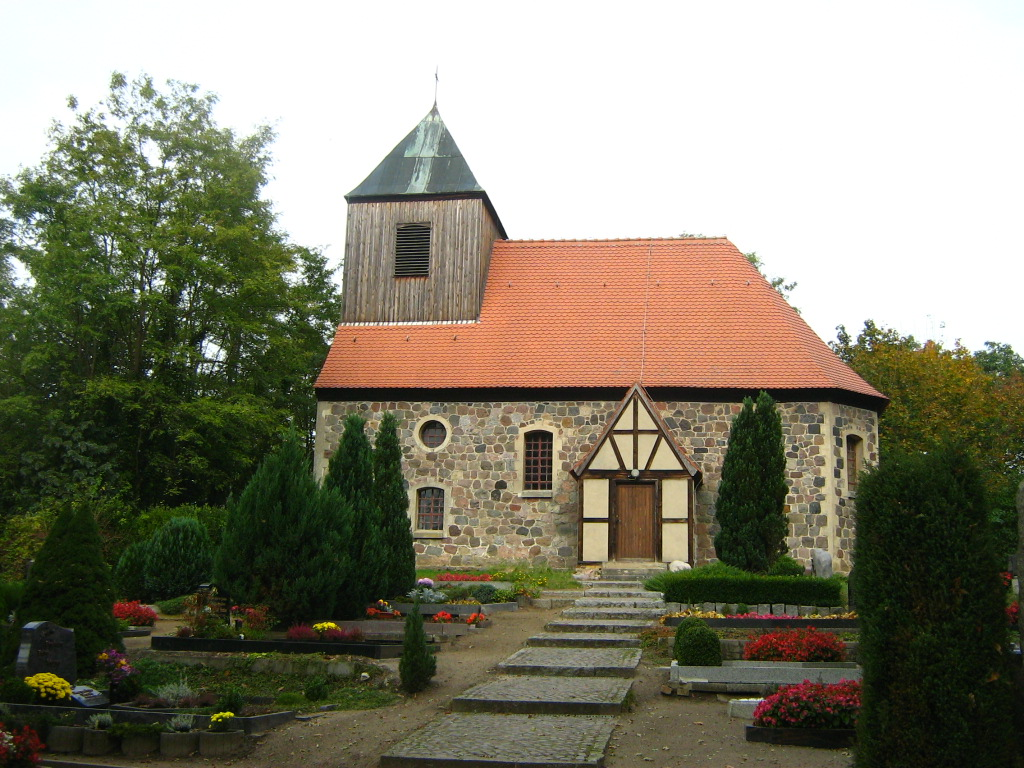
Kirche Baumgarten
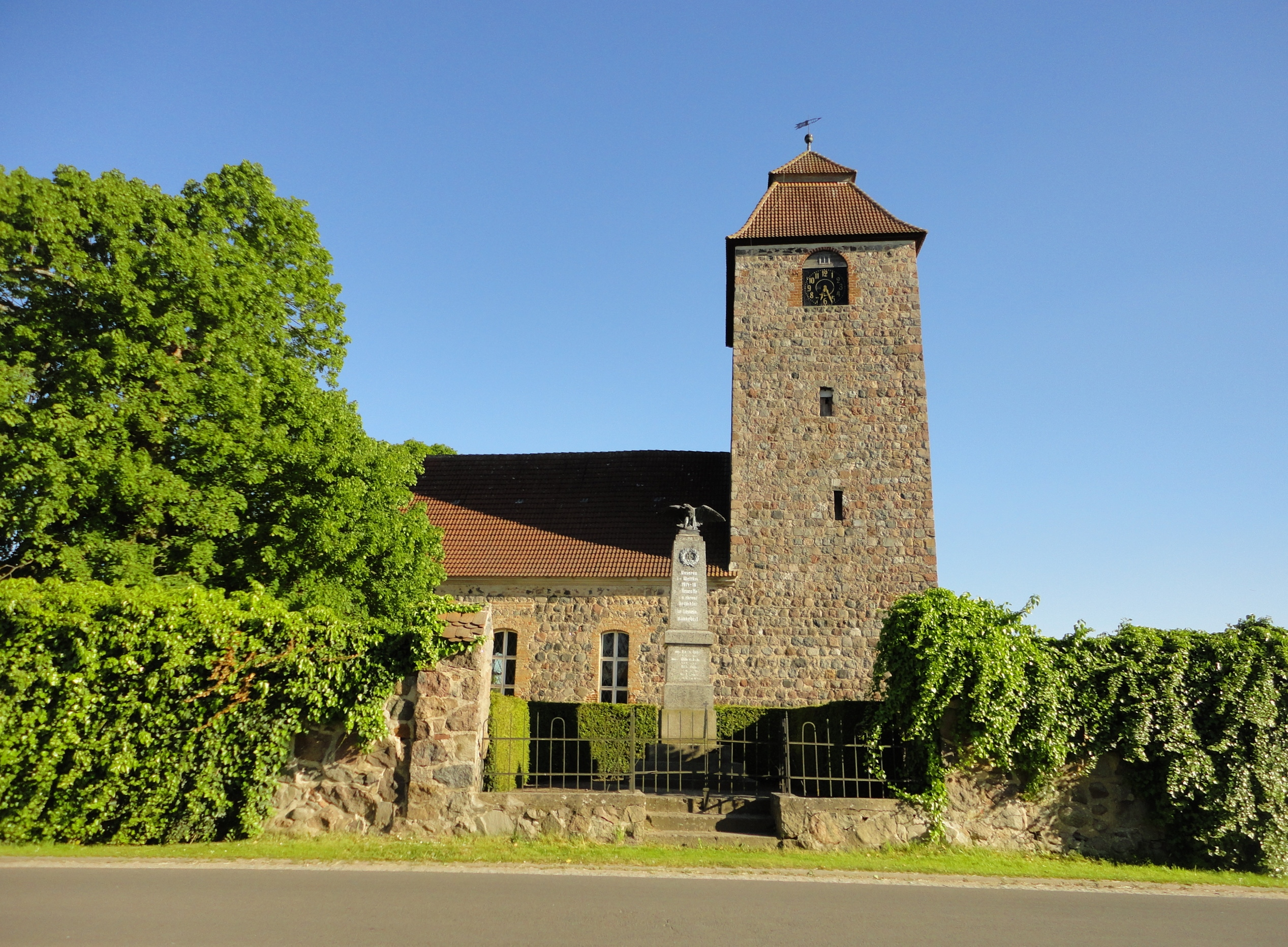
Kirche Rönnebeck
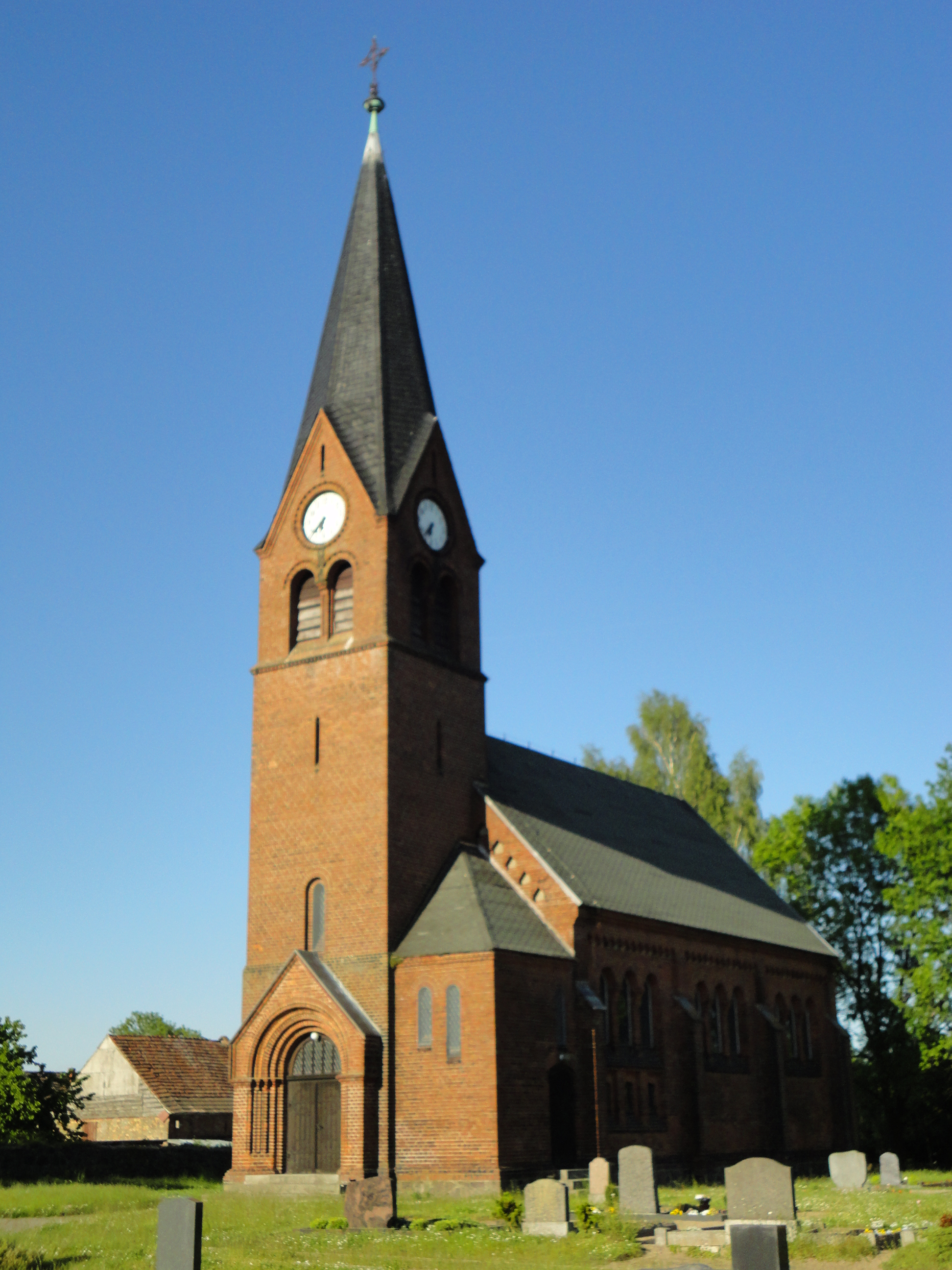
Kirche Schulzendorf
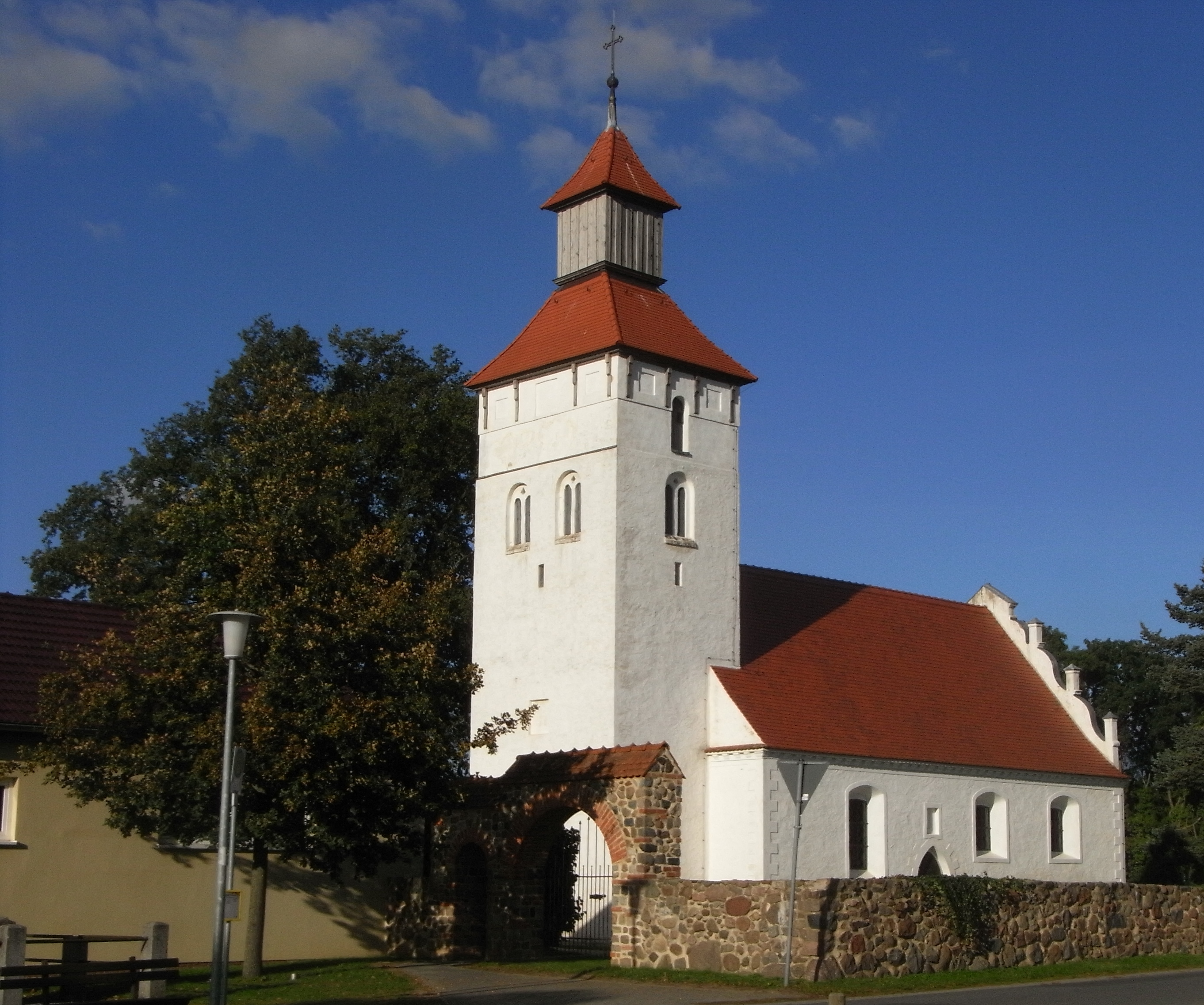
Dorfkirche Sonnenberg

## Verkehr
Sonnenberg liegt an der Landesstraße L 223 von Rheinsberg nach Schönermark.
Der Haltepunkt Sonnenberg sowie der Bahnhof Schulzendorf lagen an der Bahnstrecke Gransee–Neuglobsow (Stechlinsee-Bahn). Der Personenverkehr wurde 1969 eingestellt und wird seitdem durch Linienbusse gewährleistet.